# 210P/Christensen
210P/Christensen (także Christensen 1) – kometa krótkookresowa z rodziny komet Jowisza, a także obiekt typu NEO.

## Odkrycie
Kometę tę odkrył astronom Eric Christensen 26 maja 2003 roku w ramach projektu Catalina Sky Survey. W nazwie znajduje się nazwisko odkrywcy.

## Orbita komety i właściwości fizyczne
Orbita komety 210P/Christensen ma kształt elipsy o mimośrodzie 0,83. Jej peryhelium znajduje się w odległości 0,53 j.a., aphelium zaś 5,81 j.a. od Słońca. Jej okres obiegu wokół Słońca wynosi 5,65 roku, nachylenie do ekliptyki to wartość 10,24˚.
Średnica jądra tej komety to maks. kilka km.